# Icadyptes salasi
Icadyptes salasi és un pingüí gegant extint de l'Eocè superior del Perú, de fa 36 milions d'anys. Feia uns 150 cm d'altura i va ser trobat en les costes desèrtiques d'Ica, regió al sud del país. Els fòssils de l'Icadyptes salasi i el Perudyptes devriesi foren descoberts en 2005 per un equip de paleontòlegs peruans.

## Denominació
Ica per la regió on el fòssil va ser oposat, dyptes que en grec significa nedador i salasi en honor del reconegut paleontòleg peruà Rodolfo Sales.